# 伊是名村
伊是名村（いぜなそん）は、沖縄県の北部、沖縄本島（本部半島）の北方約35kmに位置する伊是名島とその周辺に位置する無人島で構成される村。島尻郡に属す。

## 地理
有人島の伊是名島と、その周囲の具志川島、屋那覇島、降神（うるがみ）島の無人島からなる。
集落は、海岸沿いにあり、南に伊是名区、東に仲田区と諸見区、北に内花区、西に勢理客区がある。なお、具志川島には明治時代以降に人が居住していたこともあるが無人島となっている。内花は1942年（昭和17年）に諸見から分離した集落で散村形態であるが、他の伊是名、仲田、諸見、勢理客の集落は井然型村落形態である。村の中心は仲田であり村役場などの官公署や各種事業所が立地している。

## 歴史
琉球国王第二尚氏の始祖・尚円（金丸）の生まれた島として知られ、2015年には尚円生誕600周年祭が行われた。
沖縄貝塚時代の前半（縄文時代にあたる）時期の遺跡が多く、特に貝塚時代前半の伊是名貝塚からは竪穴建物や土器などがみつかっている。また、北側にある具志川島遺跡群ではオオベッコウガサガイ製の腕輪（貝輪）をはめた人骨が県内で初めて発見された。
琉球王国においては、伊是名島および伊平屋島は琉球王統発祥の地として王府直轄領とされた。この経緯から1896年（明治29年）に県内において郡制度が施行された際、かつての王府領や聖域も多い沖縄本島南部と同じ島尻郡に属され、現在に至る。
2008年（平成20年）度決算における実質公債費比率が自治体財政健全化法における早期健全化基準を超過したため、翌年度より財政健全化団体となっている。人件費削減と船舶運航事業への繰出削減などにより総額4,600万円を捻出し、2011年（平成23年）度までに実質公債費比率が早期健全化基準を下回ることを目標としている。
2015年、新しいフェリーが就航した。
2021年（令和3年）10月から11月にかけて、福徳岡の場の噴火で生じた軽石が沿岸部に漂着。フェリーが接岸できなくなり、ガソリンなどの生活物資が不足する影響が出た。

### 年表

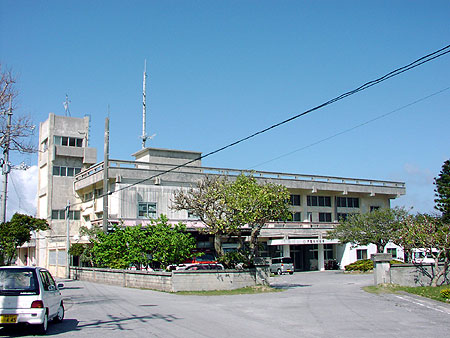
旧伊是名村役場庁舎

- 1896年（明治29年）4月1日 -  沖繩縣ノ郡編制ニ關スル件（明治29年勅令第13号）により伊平屋村として島尻郡に編入。
- 1939年（昭和14年）7月1日の分村許可司令により、伊平屋村の一部（伊是名・仲田・諸見・勢理客）が分立し伊是名村が成立[4][5]。
- 2023年（令和5年）10月10日 - 村役場庁舎が伊是名村字仲田1203番地から伊是名村字仲田1687番地22に移転[6]。

### 変遷表
| 伊是名村域の変遷表  | 伊是名村域の変遷表 | 伊是名村域の変遷表 | 伊是名村域の変遷表 | 伊是名村域の変遷表 |
| 間切制・郡制        | 間切制・郡制       | 明治41年4月1日     | 昭和14年7月1日     | 現在               |
| ------------------- | ------------------ | ------------------ | ------------------ | ------------------ |
| 伊平屋間切・ 島尻郡 | 田名村             | 伊平屋村           | 伊平屋村           | 伊平屋村           |
| 伊平屋間切・ 島尻郡 | 我喜屋村           | 伊平屋村           | 伊平屋村           | 伊平屋村           |
| 伊平屋間切・ 島尻郡 | 島尻村             | 伊平屋村           | 伊平屋村           | 伊平屋村           |
| 伊平屋間切・ 島尻郡 | 野甫村             | 伊平屋村           | 伊平屋村           | 伊平屋村           |
| 伊平屋間切・ 島尻郡 | 伊是名村           | 伊平屋村           | 伊是名村として分立 | 伊是名村           |
| 伊平屋間切・ 島尻郡 | 仲田村             | 伊平屋村           | 伊是名村として分立 | 伊是名村           |
| 伊平屋間切・ 島尻郡 | 諸見村             | 伊平屋村           | 伊是名村として分立 | 伊是名村           |
| 伊平屋間切・ 島尻郡 | 勢理客村           | 伊平屋村           | 伊是名村として分立 | 伊是名村           |

## 人口
伊平屋村と同じく1955年（昭和30年）に人口総数は最高となり、伊是名村では人口が5,689人を記録したが、その後は急激な人口減少が続いた。
| |                                          |  |
| 伊是名村と全国の年齢別人口分布（2005年） | 伊是名村の年齢・男女別人口分布（2005年） |  |
| ■紫色 ― 伊是名村 ■緑色 ― 日本全国 | ■青色 ― 男性 ■赤色 ― 女性                |  |
| 伊是名村（に相当する地域）の人口の推移 \| 1970年（昭和45年） \| 3,279人 \| \| \| 1975年（昭和50年） \| 2,286人 \| \| \| 1980年（昭和55年） \| 2,144人 \| \| \| 1985年（昭和60年） \| 2,003人 \| \| \| 1990年（平成2年） \| 1,892人 \| \| \| 1995年（平成7年） \| 1,895人 \| \| \| 2000年（平成12年） \| 1,897人 \| \| \| 2005年（平成17年） \| 1,762人 \| \| \| 2010年（平成22年） \| 1,589人 \| \| \| 2015年（平成27年） \| 1,517人 \| \| \| 2020年（令和2年） \| 1,322人 \| \| |                                          |  |
| 総務省統計局 国勢調査より |                                          |  |
| 1970年（昭和45年） | 3,279人                                  |  |
| 1975年（昭和50年） | 2,286人                                  |  |
| 1980年（昭和55年） | 2,144人                                  |  |
| 1985年（昭和60年） | 2,003人                                  |  |
| 1990年（平成2年） | 1,892人                                  |  |
| 1995年（平成7年） | 1,895人                                  |  |
| 2000年（平成12年） | 1,897人                                  |  |
| 2005年（平成17年） | 1,762人                                  |  |
| 2010年（平成22年） | 1,589人                                  |  |
| 2015年（平成27年） | 1,517人                                  |  |
| 2020年（令和2年） | 1,322人                                  |  |

## 地域

### 字一覧
以下の字一覧は、全ての村民が生活している伊是名島のものである。なお、屋那覇島・具志川島・降神島の3島は無人島である。
元は村制前の4村を引き継いだ4字を置いていたが、のちに1字新設され、現在は5字を数える。
- 伊是名（いぜな）
- 諸見（しょみ）
- 勢理客（じっちゃく）
- 仲田（なかだ）
- 内花（うちはな） － 1971年、諸見・勢理客の一部が独立。

## 通信
施設名の後にある括弧書きは字名である。

### 郵便
村内の郵便番号は「905-06xx」である。集配業務は沖縄本島の今帰仁村にある今帰仁郵便局が行っている。
- 日本郵便 伊是名郵便局（仲田） - 2013年10月現在、郵便窓口は土曜日（休日の場合を除く）も8:00～11:30に開設。

## 医療
施設名の後にある括弧書きは字名である。
- 沖縄県立北部病院附属 伊是名診療所（仲田）
  - 時間外診療および医師不在時は伊是名村役場に連絡することとしている。
- 民間救急ヘリコプター（ドクターヘリ）「MESHサポート」
  - 村内の4箇所（内花、仲田、諸味）がランデブーポイントに指定されている[7]。

## 交通

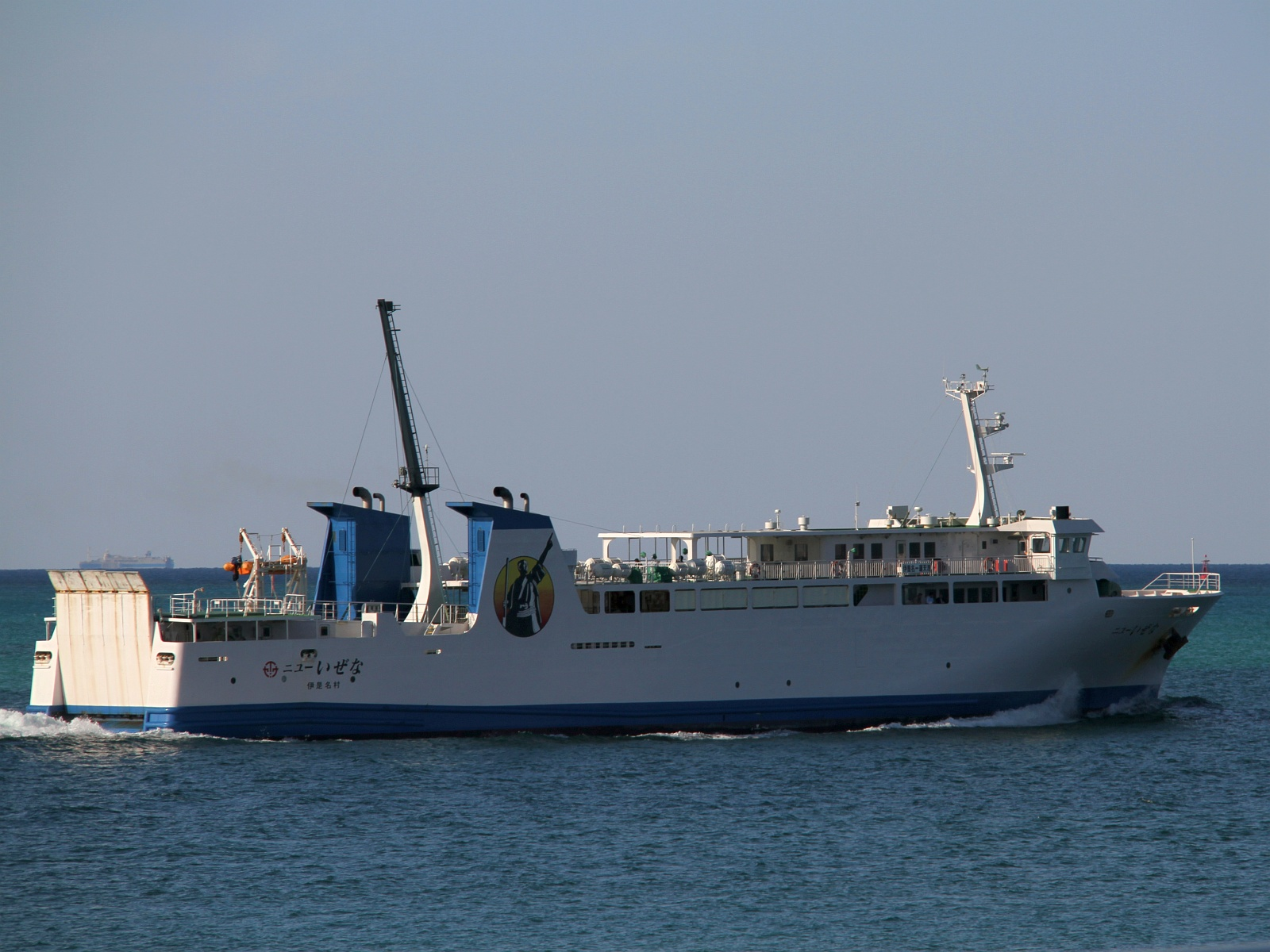
村営フェリー「ニューいぜな」 - 屋我地島沖

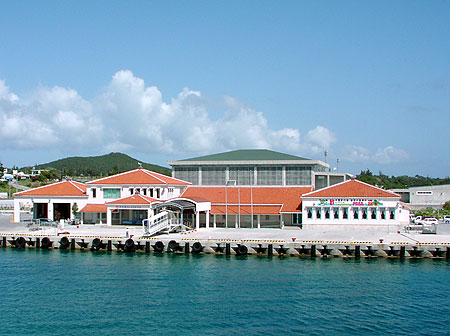
伊是名村・仲田港

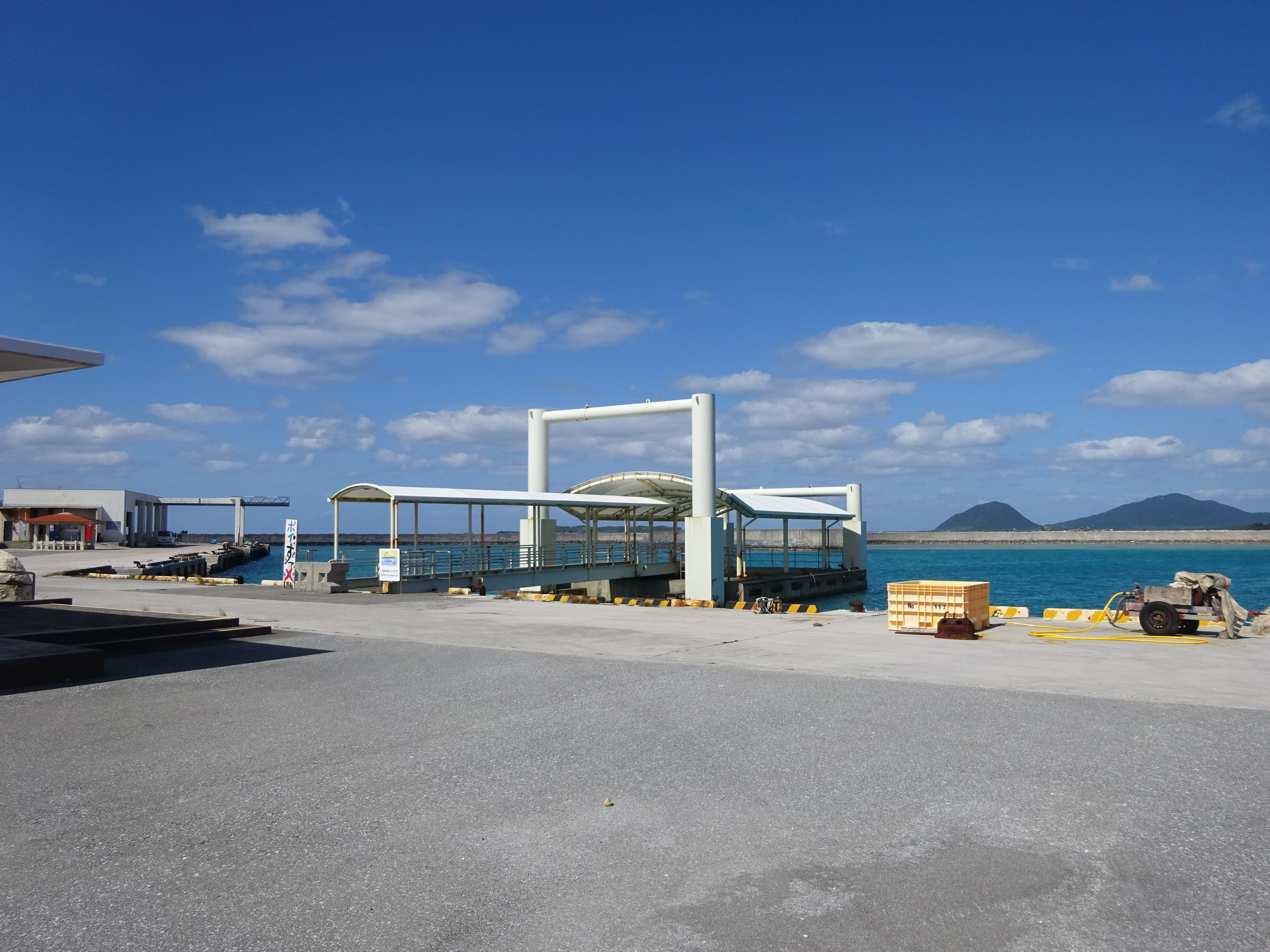
伊是名村・内花港

### 船舶
- 伊是名村営（フェリー「フェリーいぜな尚円」）
  - 仲田港 - 運天港（今帰仁村）

1983年（昭和58年）に「フェリーいぜな」が就航したことで沖縄本島との時間距離が短縮された。
仲田港と本部半島の今帰仁村・運天港の間を1日2往復する村営フェリーが事実上、島外との唯一の交通手段となっている。近接する伊平屋島との定期航路は存在しないが、野甫島との間には、北部の内花港から不定期の渡船が運航している。

### 港湾
- 仲田港
- 内花港

### 飛行場
- 伊是名場外離着陸場
  - MESHサポートのランデブーポイントに指定されている。

伊是名場外離着陸場と沖縄本島など他の島を結ぶ定期航空路線は現存しない。

### 主な道路
- 沖縄県道177号諸見勢理客線
- 沖縄県道178号仲田伊是名線

## 名所・旧跡

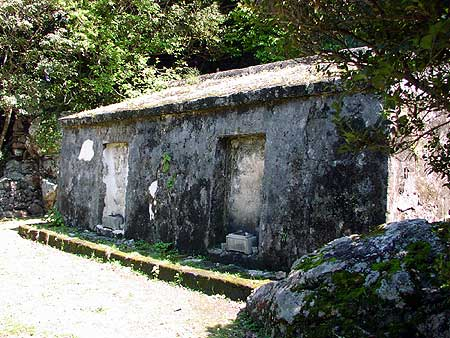
伊是名玉陵

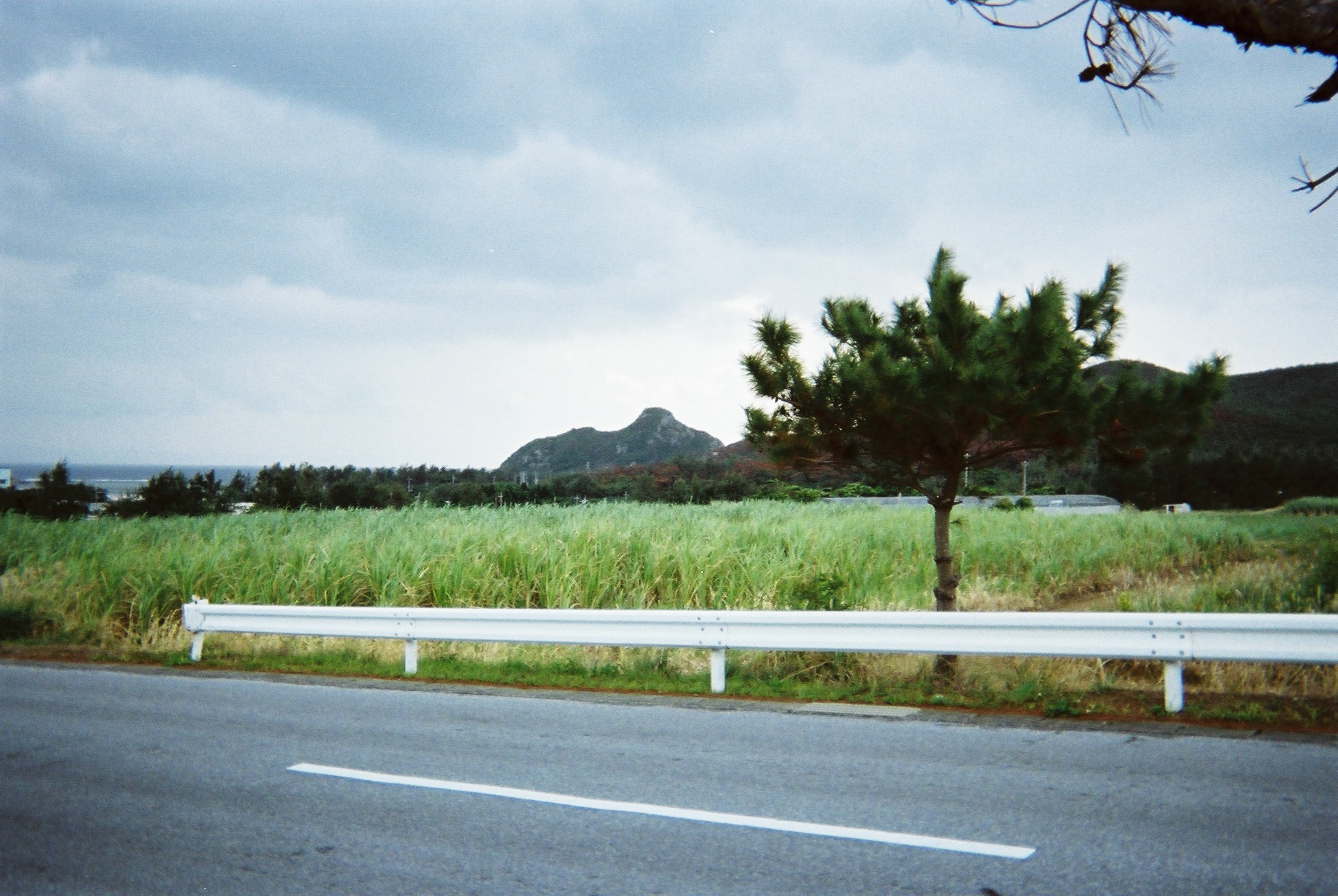
サトウキビ畑ごしに見た伊是名城

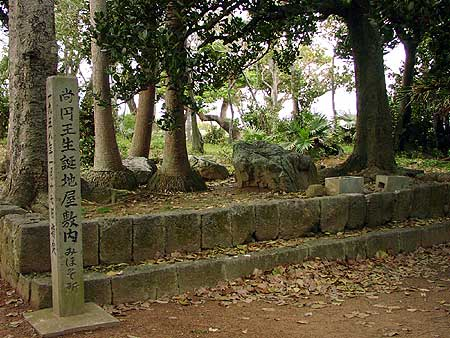
みほそ所（尚円王生誕の地）

- 二見ヶ浦海岸
- 伊是名玉陵
- 伊是名城跡
- 尚円王生誕地
- 尚円王御庭公園
- 銘苅家住宅
- 伊是名村ふれあい民俗館

## 主な出身者
- 尚円王 - 琉球国王第二尚氏の始祖
- 城間幹子 - 元那覇市長
- 伊禮俊一 - シンガーソングライター
- 名嘉睦稔 - 木版画家
- 高良倉吉 - 元沖縄県副知事、歴史家
- 島さちこ - 歌手
- 儀間光男 - 元浦添市長、元参議院議員
- 西田健次郎 - 元沖縄県議会議員
- 東江由起夫 - 新潟医療福祉大学 リハビリテーション学部 義肢装具自立支援学科 教授、公益社団法人日本義肢装具士協会 会長
- 島みずき - シンガーソングライター
- 山川典二 - 沖縄県議会議員、音楽評論家、元NHKアナウンサー